# Isela
Ne doit pas être confondu avec Isella.
Genre
Synonymes
- Kilifia Baert & Murphy, 1987
- Kilifina Baert & Murphy, 1992

Isela est un genre d'araignées aranéomorphes de la famille des Mysmenidae.

## Distribution
Les espèces de ce genre  se rencontrent en Afrique du Sud et au Kenya.

## Liste des espèces
Selon World Spider Catalog (version 16.5, 18/07/2015) :
- Isela inquilina (Baert & Murphy, 1987)
- Isela okuncana Griswold, 1985

## Publication originale
- Griswold, 1985 : Isela okuncana, a new genus and species of kleptoparasitic spider from southern Africa (Araneae: Mysmenidae). Annals of the Natal Museum, vol. 27, no 1, p. 207-217 (« texte intégral »(Archive.org • Wikiwix • Archive.is • Google • Que faire ?)).